# 布兰登贝格山

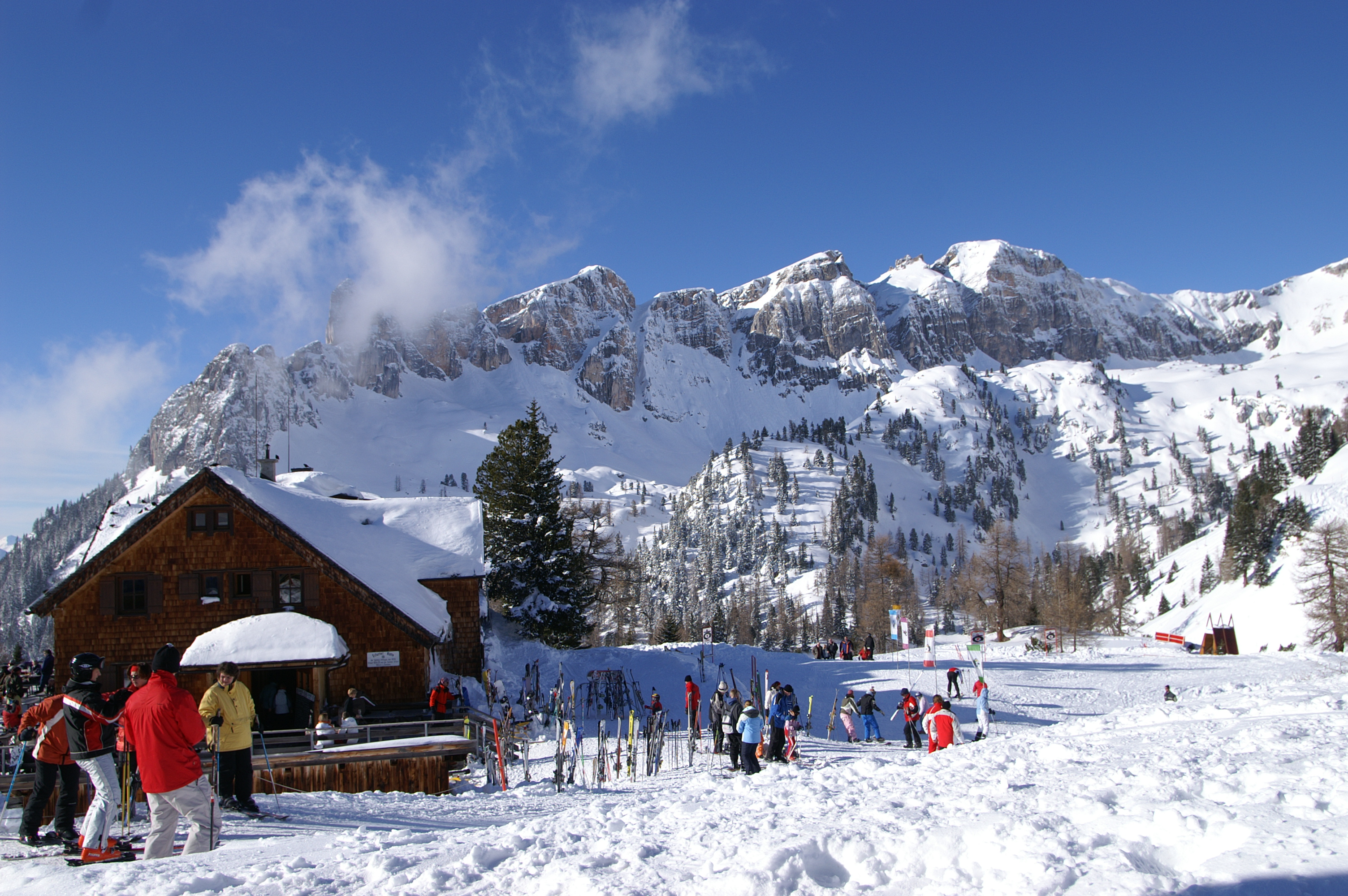

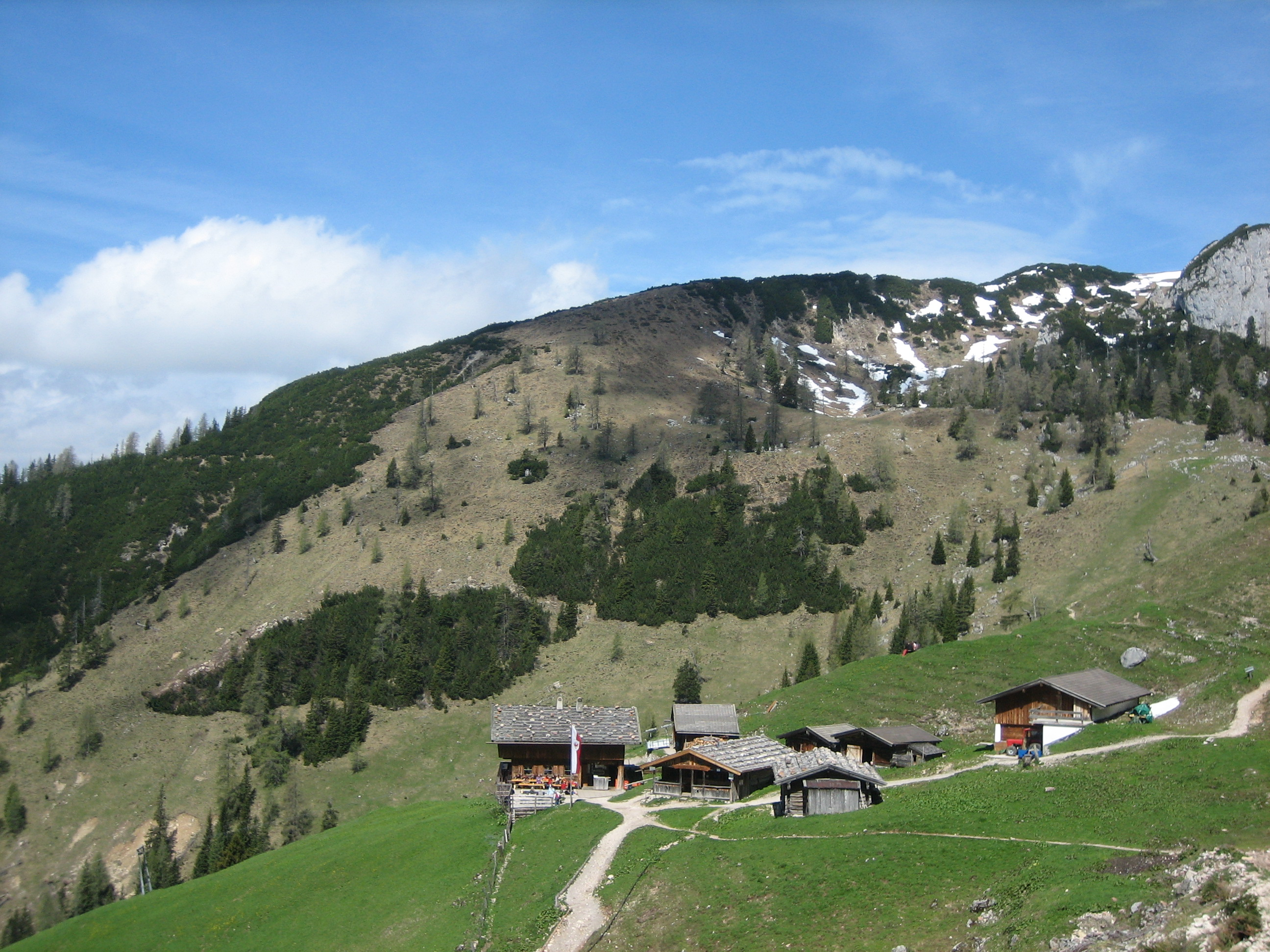

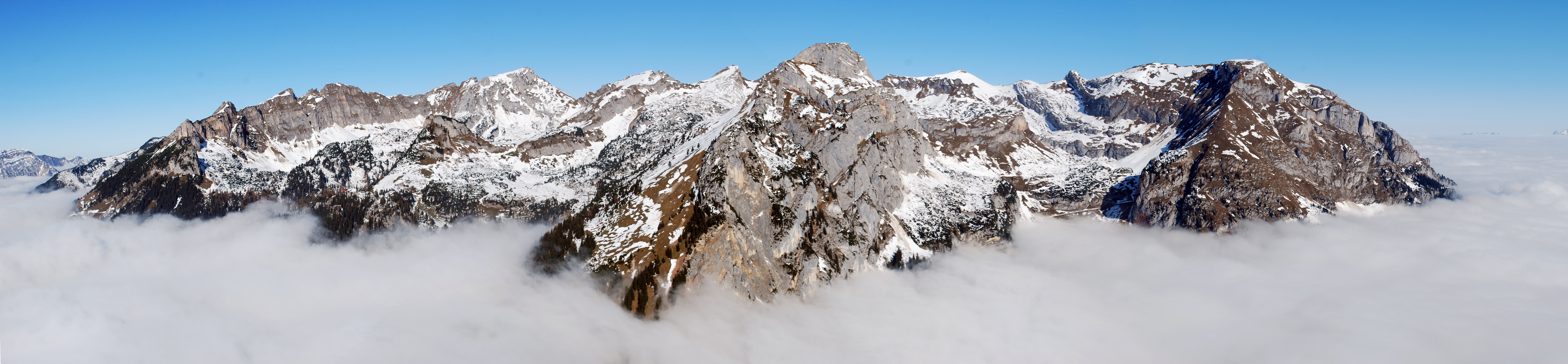

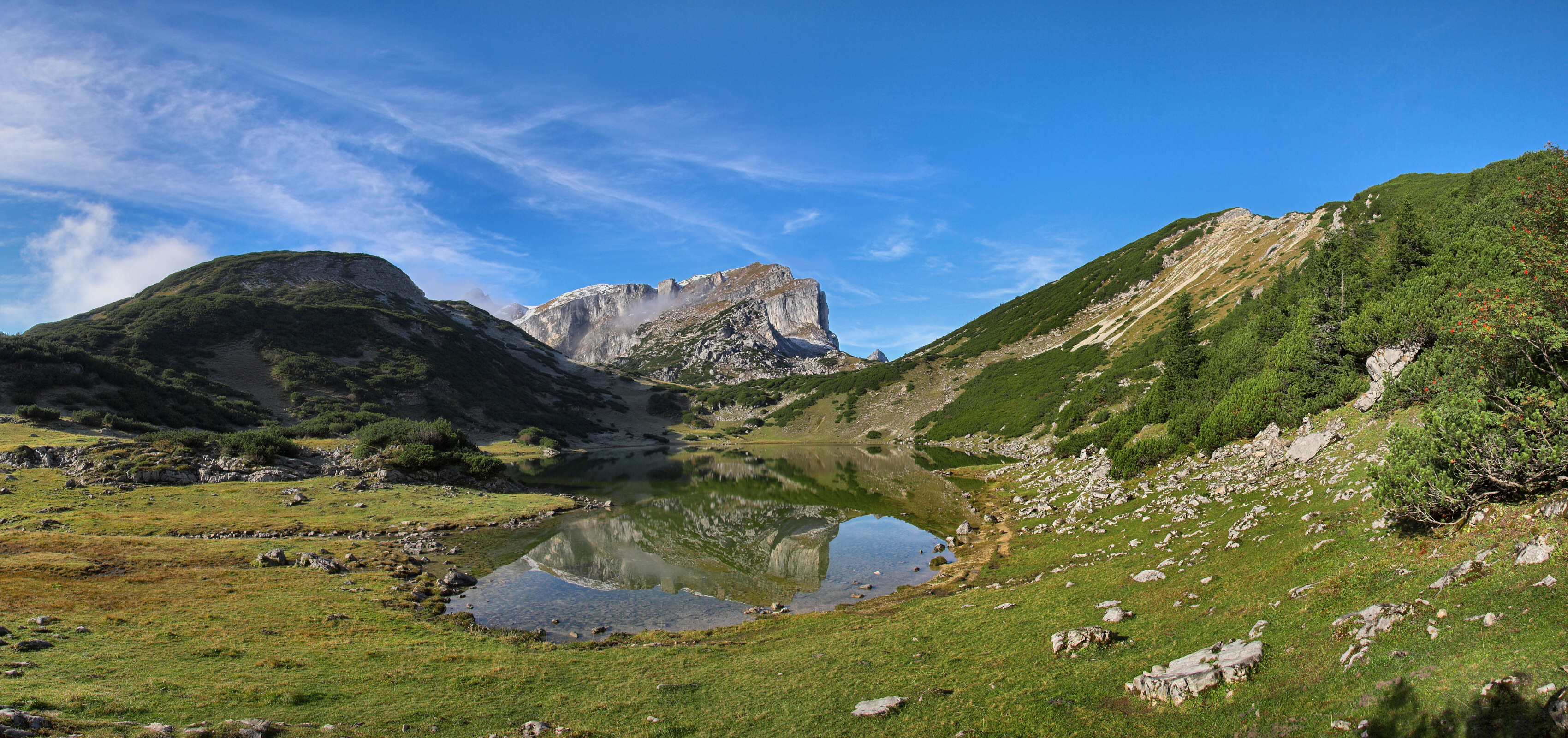

布兰登贝格山（德語：Brandenberger Alpen）是奧地利的山脈，是北石灰岩山脉的一部分，位於蒂羅爾州，最高點海拔高度2,299米，山體由沉積岩組成，山脈名稱取自布兰登贝格。

## 外部連結
- Photographs and tour descriptions （页面存档备份，存于） （德文）